# Breandan Vallance
Breandan Vallance McElhill (Paisley, 25 novembre 1991) è uno speedcuber britannico, vincitore del World Rubik's Cube Championship 2009, campionato mondiale del cubo di Rubik organizzato dalla World Cube Association.

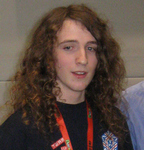
Breandan Vallance

Si è guadagnato questo titolo l'11 ottobre 2009 quando a Düsseldorf, Germania, in finale insieme a Erik Akkersdijk, Tomasz Zolnowski e a decine di altri campioni di tutto il mondo ha risolto il Cubo di Rubik 3×3×3 con una media di 5 tentativi di 10"47, vantando una singola risoluzione di 9"63. Per scelta personale è stato inattivo da dicembre 2009 al 31 luglio 2010, giorno in cui ha ripreso la sua attività partecipando all'Austrian Open 2010, e stabilendo per altro un nuovo record nazionale.